# Tomáš Garrigue Masaryk
Tomáš Garrigue Masaryk  hallgat (Hodonín, 1850. március 7. – Lány, 1937. szeptember 14.) cseh filozófus, szociológus, egyetemi tanár, politikus, Csehszlovákia egyik alapítója és első elnöke.

## Újságíró, filozófus, tanár
Az akkor az Osztrák Császársághoz tartozó Morvaországban, Hodonín városában született, munkáscsaládban (édesapja írástudatlan fuvaros volt), és Čejkovice faluban nőtt föl. Középső neve amerikai származású feleségétől, Charlotte Garrigue-től származik. Tanulmányait Brnóban, Bécsben (itt 1876-ban diplomázott) és Lipcsében végezte. 1881-ben megjelent első jelentős cikke „Öngyilkosság mint a modern civilizáció tömegjelensége” (Der Selbstmord als soziale Massenerscheinung der modernen Zivilisation) címmel. 1882-ben kinevezték a prágai egyetem cseh részének filozófiaprofesszorává. A következő évben megalapította a cseh kultúrának és tudománynak szentelt Atheneum havi folyóiratot. 1889-ben a Čas (Idő) című politikai lap szerkesztője lett. Több történelmi tárgyú írása volt, melyekben élesen bírálta a cseh nacionalizmus elfojtására törekvő, antiszemita felhangokban bővelkedő történelemoktatást. Nyugati értelmiségi berkekben nagy visszhangra talált munkássága.

## A Monarchia ellen
Masaryk 1891–1893 között az Ifjú Cseh Párt, majd 1907–1914 között a követői által alapított Realista Párt (Cseh Néppárt vagy Haladó Párt) színeiben tagja volt a birodalmi gyűlésnek és a cseh országgyűlésnek is. A két képviselősége között eltelt időben a cseh nemzet politikai nevelésén fáradozott. Ekkor még nem teljes függetlenséget, hanem a Monarchia konföderációs átalakítását tervezte elérni. 1908-ban ellenezte Bosznia-Hercegovina annexióját. Az első világháború kitörése után Genfbe, majd Londonba menekült a letartóztatás elől, és külföldön is tovább agitált a csehek szabadsága mellett. Tanítványai, Edvard Beneš és Milan Rastislav Štefánik személyében hű társakra talált harcában, és 1916-ban Párizsban együtt megalakították a Csehszlovák Nemzeti Tanácsot. A háború alatt rendkívül sokat utazott: 1917-ben Oroszországban szervezte meg a 40–50 000 főt számláló, a központi hatalmak, majd a bolsevikok ellen harcoló Csehszlovák Légiót, 1918-ban pedig az Egyesült Államokban meggyőzte Thomas Woodrow Wilson elnököt ügye igazáról.

## Csehszlovákia élén
1918-ban feldarabolták az Osztrák–Magyar Monarchiát, Csehország és a Magyarországból kiszakított Szlovákia egyesültek. Az antant-hatalmak elismerték a Masaryk vezette Csehszlovák Nemzeti Tanácsot ideiglenes cseh kormánynak. 1920-ban Masaryk megnyerte a választásokat, és ő lett a demokratikus csehszlovák állam első elnöke. A kisebbségekkel (függetlenedni vágyó szlovákok, németek, magyarok) szemben mérsékelt politikát folytatott. 1935-ig háromszor választották újra, amikor idős korára való tekintettel lemondott. Utódja Beneš lett, aki addig külügyminiszteri feladatokat látott el.
Fia, Jan Masaryk a második világháború idején a csehszlovák emigráns kormány, majd 1945–1948 között a prágai kormányzat külügyminisztere volt.
Közkeletű tévedés, hogy Tomás Masaryk szabadkőműves lett volna. A félreértés abból fakadhat, hogy fia, Jan Masaryk valóban belépett az egyik páholyba.

## Magyarul
- Szlávok a háború után / A bolsevizmusról; ford. Szepessi Miksa, Papp Dezső; Globus Ny., Košice, 1923
- Masaryk G. Tamás: Az új Európa szláv álláspont; ford. Domby Bálint; Globus Ny., Košice, 1923
- A humanitás eszményképei; ford. Papp Dezső; Globus Ny., Košice, 1923
- A világforradalom. Emlékek, gondolatok 1914–1918; Orbis, Praha, 1928
- Beszélgetések Masaryk Garrigue Tamással, 1-3.; ford. Sas Andor; Novina, Munkács, 1933–-1937
  - Ifjúkor; 1933
  - Élet és munka; 1935
  - Gondolkodás és élet; 1937
- Az antiszemitizmus; összeáll. Váradi Aladár; Prager, Bratislava, 1935 (A Magyar Masaryk)
- A nemzetiségi kérdés; összeáll., ford. Szerényi Ferdinánd; Prager, Bratislava, 1935 (A Magyar Masaryk)
- Erkölcsi problémák; ford., bev., jegyz. Szalatnai Rezső; Prager, Bratislava, 1935 (A Magyar Masaryk)
- A modern ember és a vallás; ford. Sas Andor; Prager, Bratislava, 1935 (A Magyar Masaryk)
- Politikai gondolatok; ford. Donner Pál; Prager, Bratislava, 1935 (A Magyar Masaryk)
- Hogyan dolgozzunk? 1898-ban tartott előadások; ford. Sas Andor; Novina, Ungvár, 1936
- A világforradalom, 1914-1918; vál., utószó, jegyz. Szarka László, ford. Bába Iván; Európa, Budapest, 1990 (Emlékezések)
- Demokrácia, nemzetiség. Gondolatok a kisebbségi kérdésről és az antiszemitizmusról; szerk. Fazekas József, utószó Szarka László, ford. Domby Bálint et al.; Regió–Madách–Kalligram, Budapest–Pozsony, 1991 (Regio könyvek)

## Emlékezete
- Róla nevezték el a Brnóban található, leginkább a MotoGP által használt versenypályát, a Masaryk Circuitet.
- Losonc főutcája viseli a nevét.
- Prágában a nevét viseli 1919 óta (több megszakítással) a város egyik pályaudvara, Praha Masarykovo nádraží. 1940-1945 és 1953-1990 között Praha Hybernské nádraží, illetve Praha Střed volt az állomás neve.
- Masaryk portréja szerepel 1993 óta a cseh korona legnagyobb címletén, az 5000 koronás bankjegyen. Korábban, Csehszlovákiában még életében rákerült az 1931-es sorozatú 100 koronás bankjegyre, majd halála után az 1945-ös sorozat 100 koronás címletére is.

## Galéria

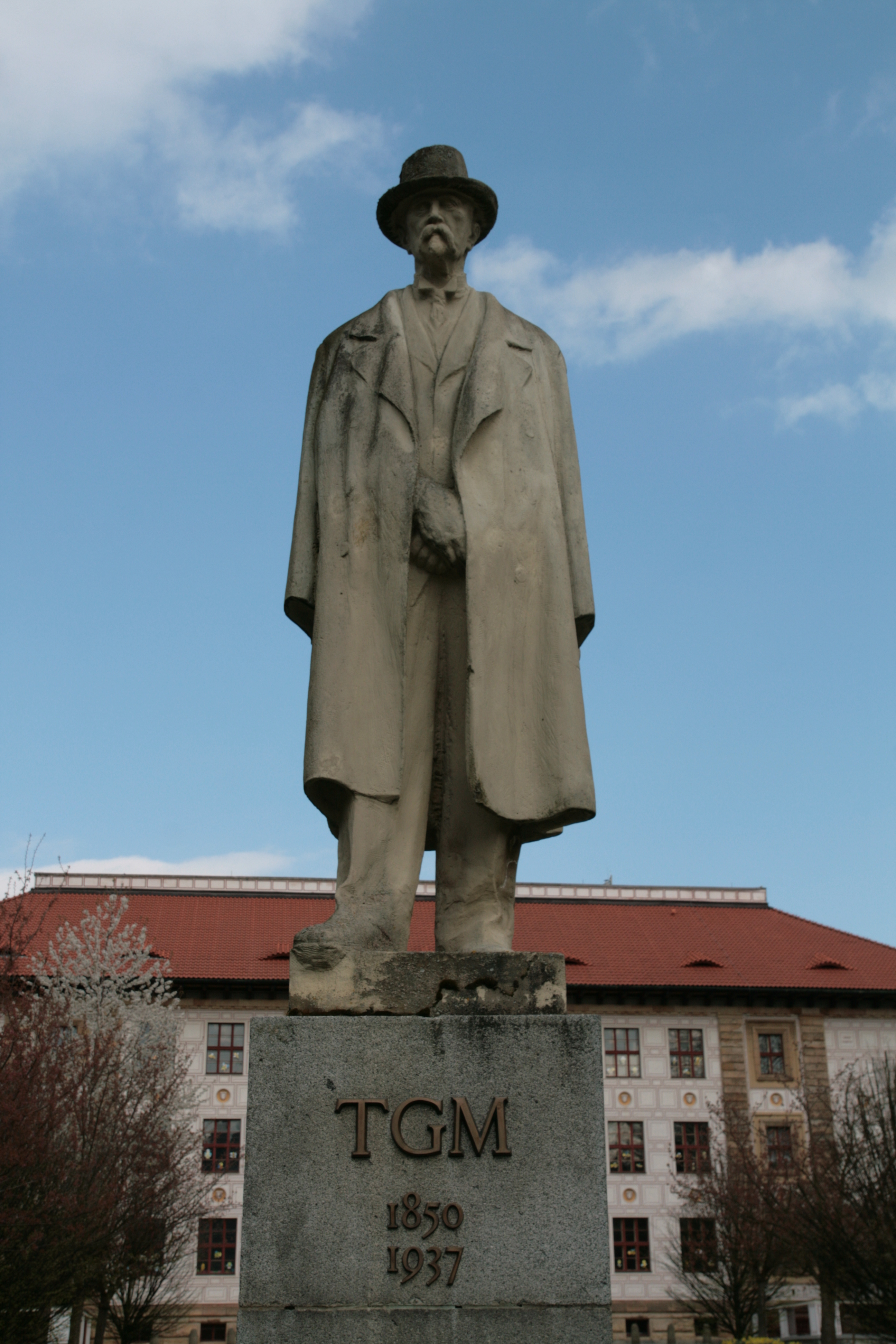
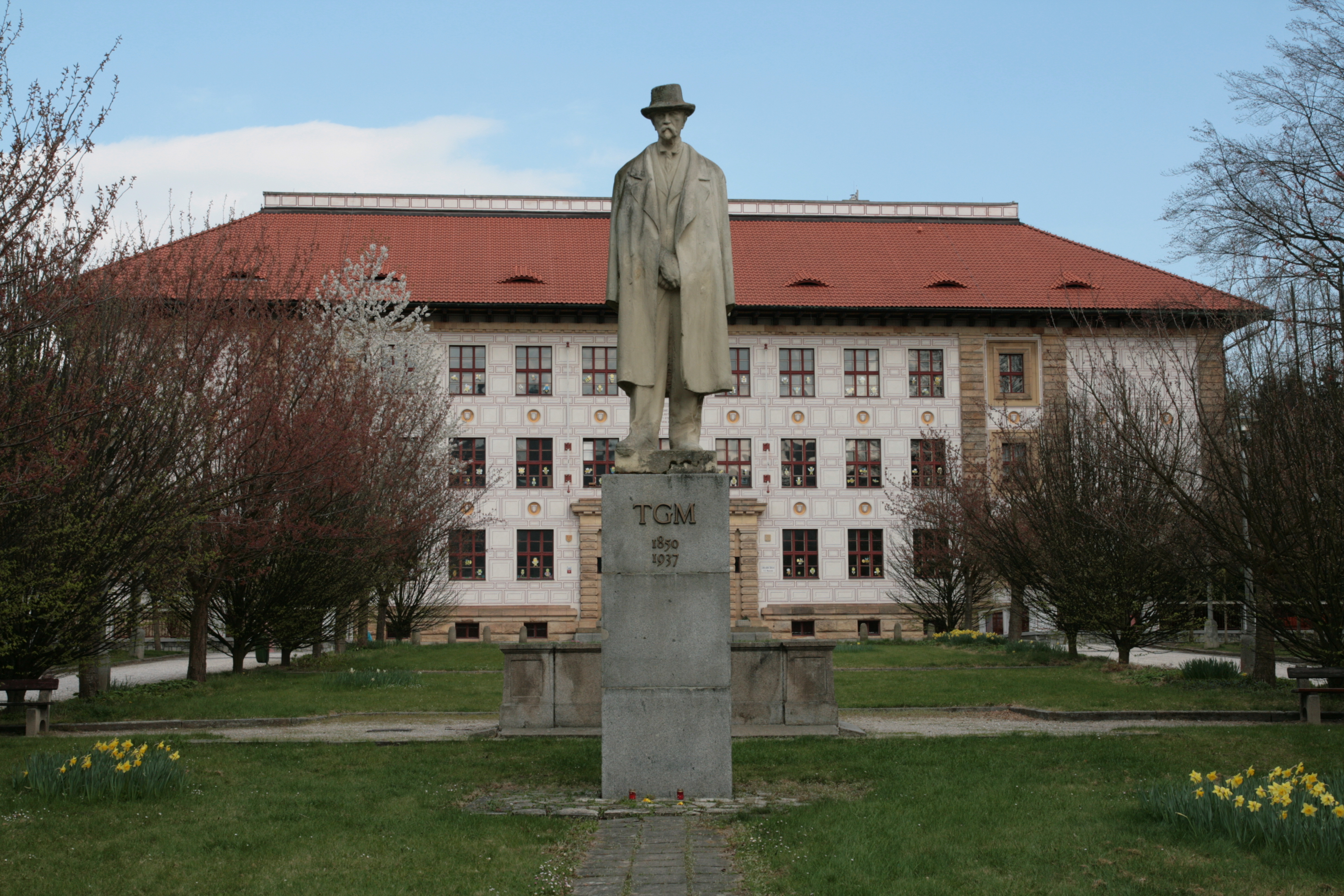
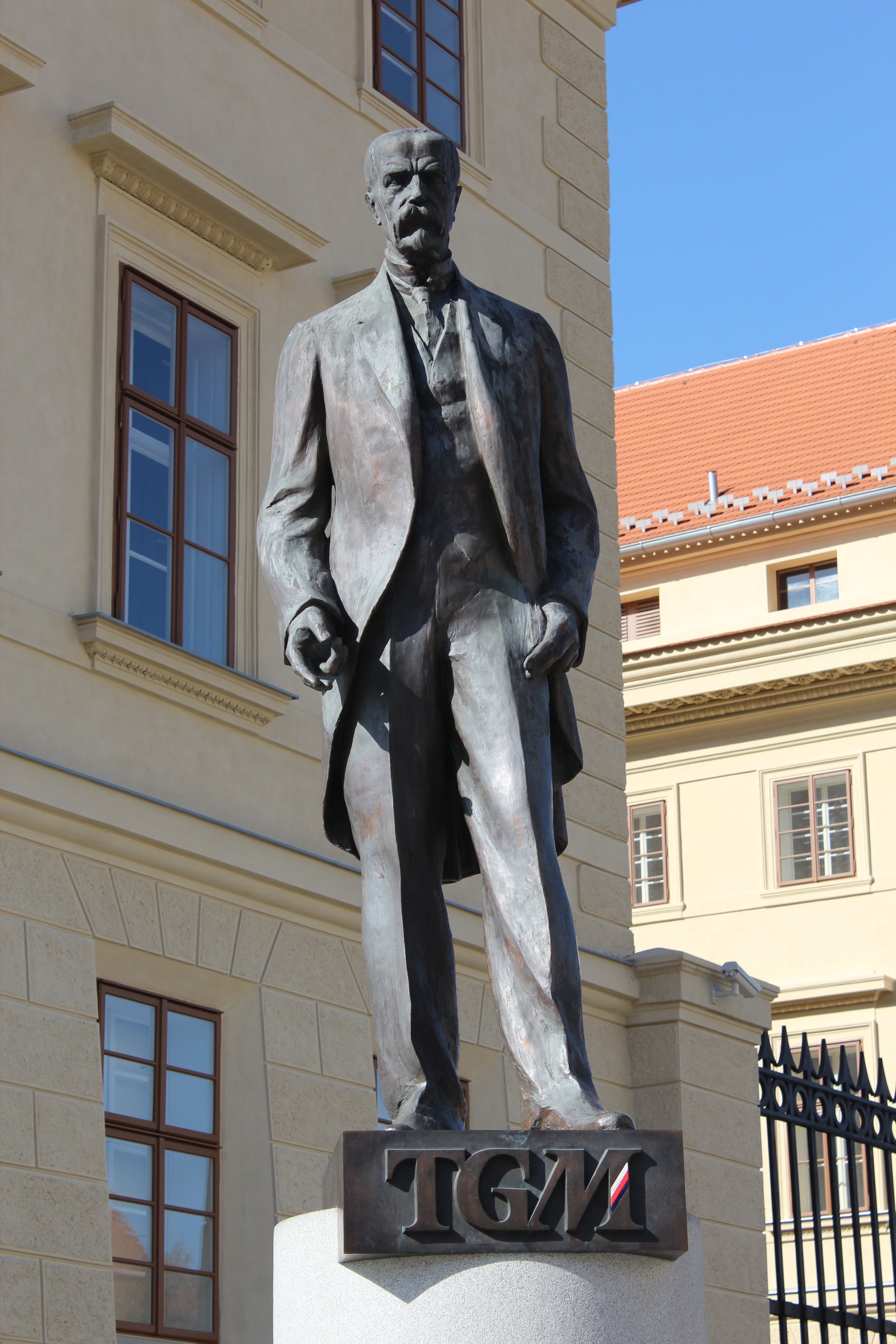
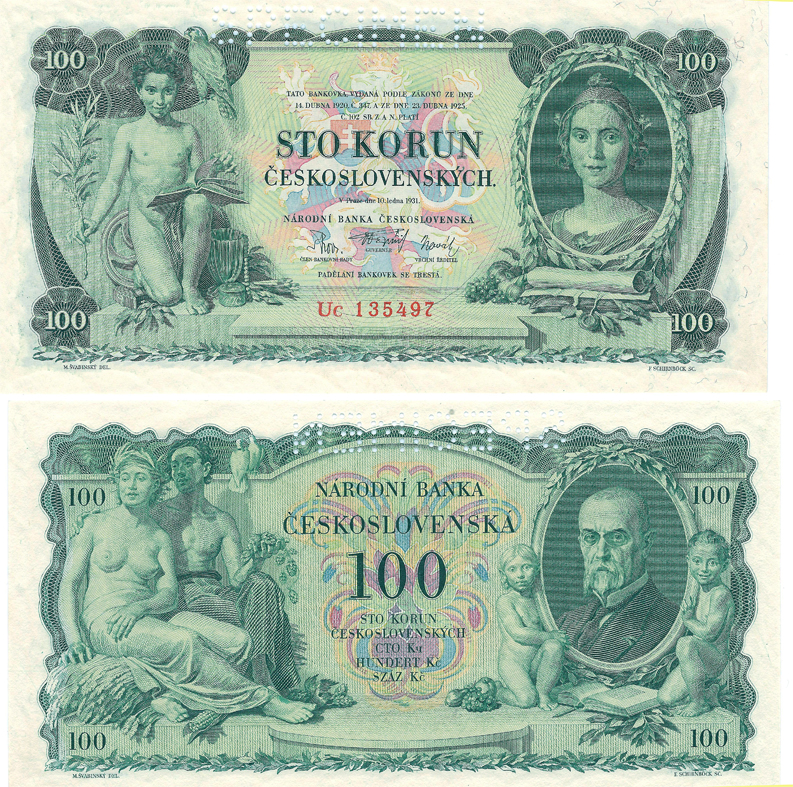

## Művei
- http://mtdaportal.extra.hu/books_kulf/masaryk_t_szlavok_a_haboru_utan_a_bolsevizmusrol.pdf
- http://mtdaportal.extra.hu/books_kulf/masaryk_t_g_a_vilagforradalom.pdf
- http://mtdaportal.extra.hu/books_kulf/masaryk_t_g_a_nemzetisegi_kerdes.pdf
- Szerényi Ferdinánd dr.: Masaryk breviárium. Ungvár, 1928